# Porțelan Dehua

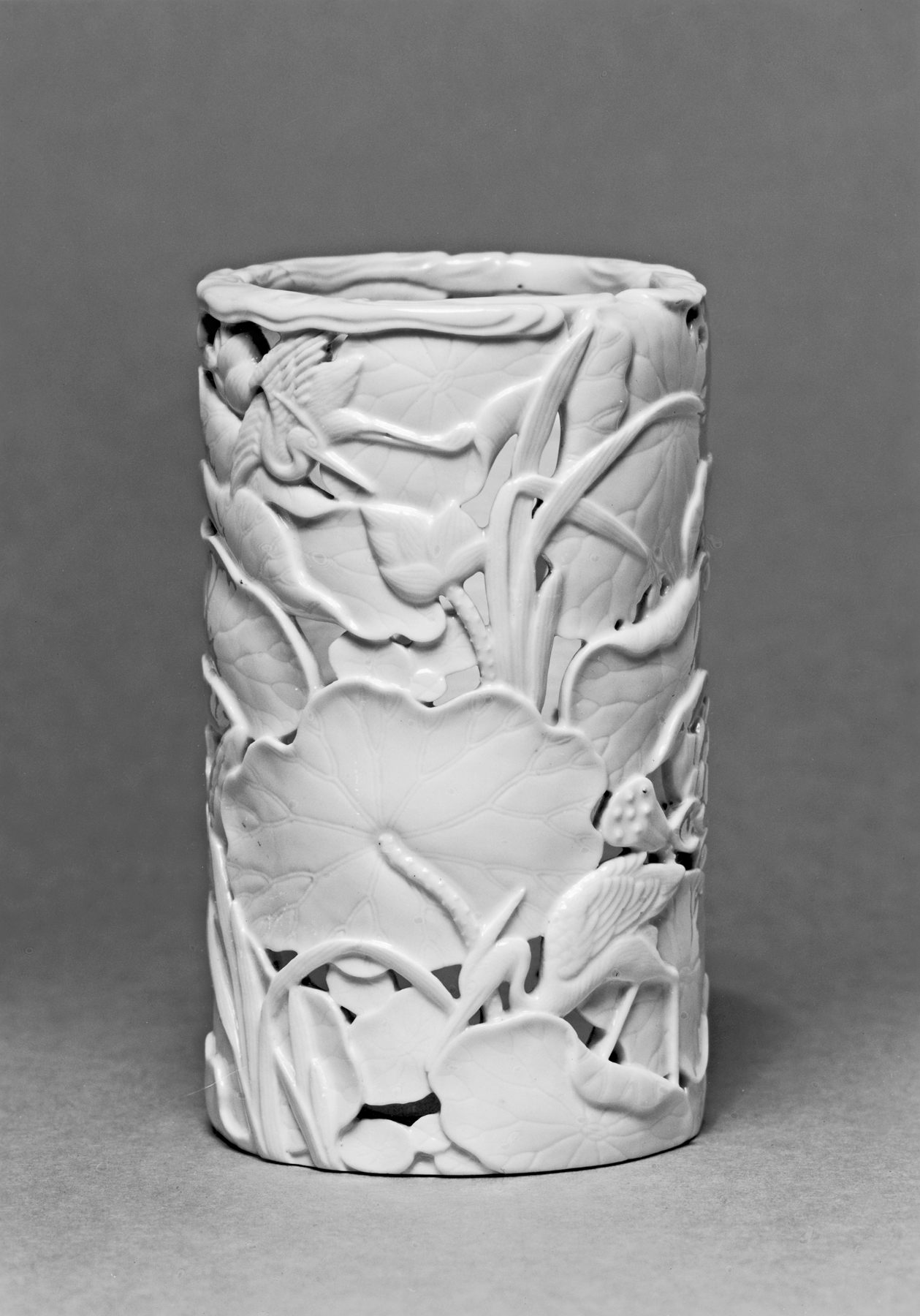
Suport de pensulă pentru cerneală confecționat din porțelan Dehua, cu design de cocori și lotuși sculptați în pastă, sf. sec. XVII - sec. XVIII (dinastia Qing), 9,7 cm înălțime

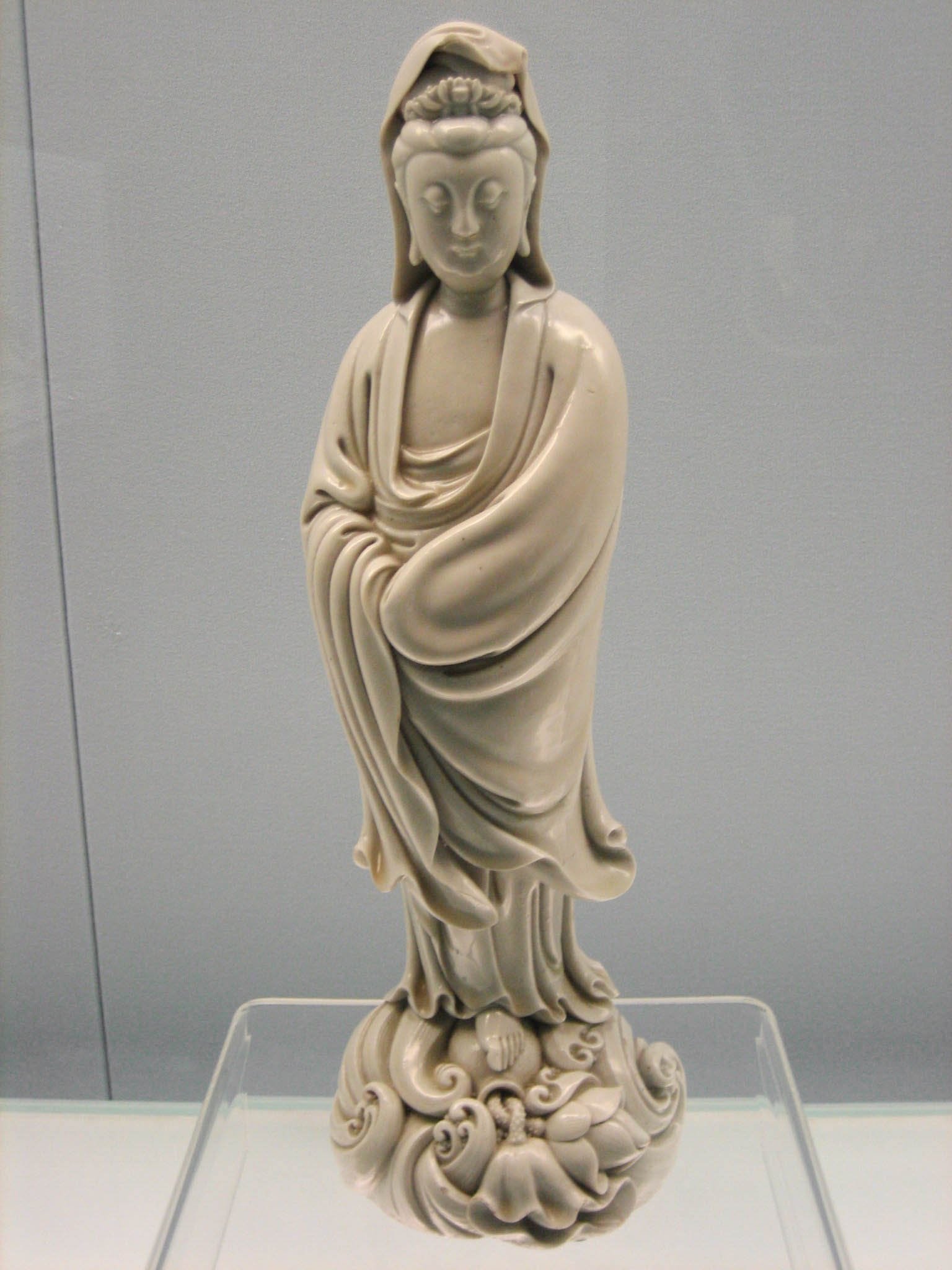
Statuetă din porțelan Dehua din Guanyin, dinastia Ming

Porțelanul Dehua, cunoscut în Occident sub denumirea tradițională Alb de China, este un tip de porțelan chinezesc alb, fabricat la Dehua, în provincia Fujian. Este produs din timpul dinastiei Ming (1368-1644) până în zilele noastre. Cantități mari au ajuns în Europa sub formă de porțelan chinezesc de export la începutul secolului al XVIII-lea, fiind reprodus la Meissen și în alte părți. De asemenea, a fost exportat în Japonia în cantități mari.

## Istoric
Zona de-a lungul coastei Fujian a fost în mod tradițional una dintre principalele centre exportatoare de ceramică. Au fost identificate peste o sută optzeci de situri care s-au extins începând cu perioada Song până în prezent. Cele două situri principale utilate cu cuptoare au fost cele din Qudougong (屈 斗 宫) și Wanpinglun (碗 坪 仑). Situl din Wanpinglun este cel mai vechi dintre cele două fabrici. Cuptoarele Dehua au produs și alte produse ceramice, inclusiv unele cu decorațiuni albastre glazurate.
Din timpul perioadei Ming au fost fabricate obiecte din porțelan, care prezentau o fuziune între smalț și corpul principal denumită în mod tradițional „alb de fildeș” și „alb lăptos”. Caracteristica specială a porțelanului Dehua este cantitatea foarte mică de oxid de fier din acesta, ceea ce permite să fie tratat într-un mediu oxidant până la o culoare albă caldă sau de un fildeș pal. Această culoare o face recunoscută instantaneu și este destul de diferită de porțelanul din cuptoarele imperiale din Jingdezhen, care conține mai mult fier și necesită tratare în reducție (în dioxid de carbon) pentru a nu lua culoarea paiului.
Corpul de porțelan netratat nu este foarte plastic, dar din el au fost fabricate forme de vase. Expertul P.J. Donnelly listează următoarele tipuri de produse: statuete, cutii, vaze și borcane, cupe și castroane, figuri de pești și alte animale, lămpi, suporturi de pahare, cădelnițe și ghivece de flori, suporturi de pensule, ceainice, figuri budiste și taoiste, figuri seculare și marionete. S-a înregistrat o mare producție de figurine, în special religioase, de exemplu, figurinele Guanyin, Maitreya, Luohan și Ta-mo. Guanyin, Zeița Milosteniei, a fost venerată în special în Fujian și există nenumărate figurine de-ale sale. Donnelly spune: „Nu există nicio îndoială că figurinele constituie perioada de glorie a Albului de China.” Unele erau produse cu puține modificări începând cu sfârșitul secolului al XVI-lea sau începutul secolului al XVII-lea. Erau populare figurinele modelate cu smalț alb neted, la fel ca și suporturile de lipit, vasele de pensule, Rui Shi, căni de libație și cutii.
Obiectele religioase produse la Dehua (arzătoare cu tămâie, sfeșnice, vaze cu flori și statuete ale sfinților) „s-au conformat cu prevederile oficiale ale perioadei timpurii Ming, nu numai în privința albului lor, ci și în imitarea formei obiectelor rituale arhaice”. Erau probabil folosite în micile sanctuare din fiecare casă chinezească. Cu toate acestea, un polemicist confucianist, Wen Zhenheng (1585-1645), a interzis în mod special folosirea de produse de la Dehua în scopuri religioase, probabil pentru lipsa aparenței de antichitate: „Printre cădelnițe ar trebui interzise în mod special cele realizate recent în cuptoarele din Fujian (Dehua).”
Numeroasele fabrici de porțelan Dehua de astăzi realizează figurine și tacâmuri în stiluri moderne. În timpul Revoluției Culturale „artizanii Dehua și-au folosit cele mai bune talente pentru a produce statuete imaculate ale Marelui Lider și ale eroilor revoluției”, iar „portretele starurilor noii opere proletare în rolurile lor cele mai cunoscute au fost produse la o scară cu adevărat mare”. Figurinele lui Mao Zedong și-au pierdut din popularitate cu timpul, dar cererea a reînviat recent datorită colecționarilor străini.
Datarea precisă a Albului de China din timpul dinastiilor Ming și Qing (1644–1911) este adesea dificilă, deoarece conservatorismul meșterilor Dehua i-a determinat să producă piese similare timp de zeci de ani sau chiar de secole. Există figurine realizate azi din Alb de China în Dehua (de exemplu, figurinele populare Guanyin și Maitreya) care diferă foarte puțin de cele făcute în timpul dinastiei Ming.
Artiști notabili în Alb de China, precum He Chaozong de la sfârșitul perioadei Ming, își semnau creațiile cu sigiliile lor. Produsele includ figurine modelate, cupe, castroane și suporturi pentru bastoane.
British Museum din Londra are un număr mare de piese de Alb de China, primind întreaga colecție a lui P.J. Donnelly drept cadou în 1980.

## În Japonia

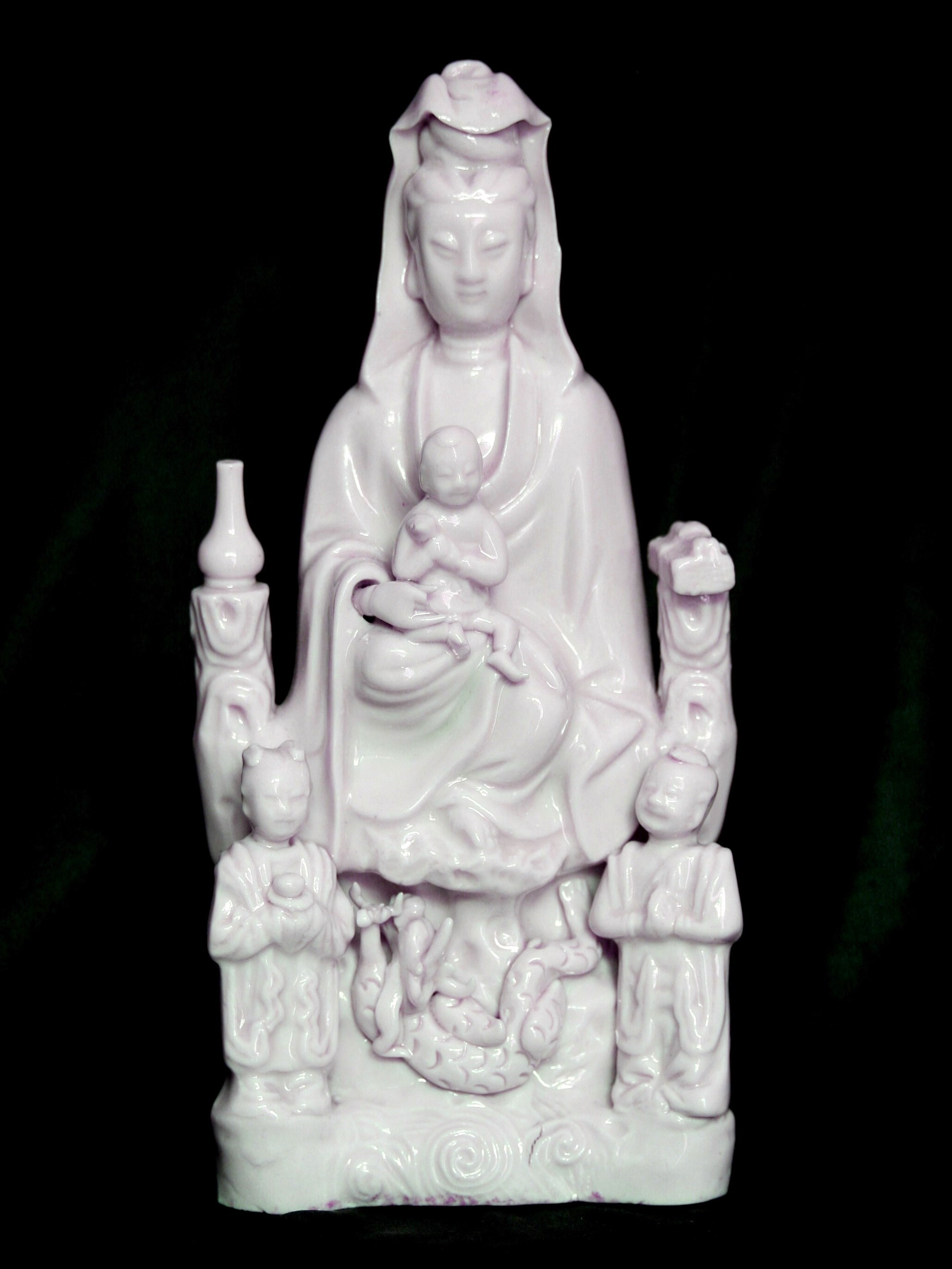
Statuia budistă a Kannon, realizată în cuptoarele de la Dehua, folosită pentru venerația creștină în Japonia

Multe dintre cele mai bune exemple de alb de China pot fi găsite și în Japonia, unde sunt folosite în altarele familiilor (butsudan) și în alte utilizări funerare și religioase. În Japonia, varianta albă a fost denumit hakuji, hakugorai sau „alb coreean”, termen care se găsește adesea în cercurile de ceremonii ale ceaiului. Deși termenul Korai însemna un vechi regat coreean, acesta este folosit pentru a numi diverse produse din peninsula coreeană.
Japonezii știau despre existența cuptoarelor din provincia Fujian, acum cunoscute sub numele de depozitul Dehua sau depozitul de Alb de China. Cuptoarele Dehua sunt situate în provincia Fujian, vizavi de insula Taiwan. Partea costieră a provinciei Fujian a fost în mod tradițional un centru comercial pentru economia chineză, cu numeroase porturi și centre urbane. Articolele produse în Fujian erau destinate exportului în toată Asia maritimă.
Cu toate acestea, o cantitate mare din aceste piese ceramice era destinată pieței japoneze, înainte de restricțiile comerciale drastice luate la mijlocul secolului al XVII-lea. Articolele erau în mare parte imagini budiste și ustensile pentru ritualuri destinate utilizării în altarul familiei. Asocierea cu înmormântările și moartea a dus probabil la dezinteresul acestor articole în rândul japonezilor din zilele noastre, în ciuda unui interes puternic pentru alte aspecte ale culturii și istoriei ceramice chineze.
Trepiedele de tămâie albă foarte simple și obiectele asociate pentru ritualurile religioase japoneze sunt, de asemenea, concepute probabil special pentru piața japoneză. Un exemplu sunt zeițele budiste ale îndurării, figurinele cărora seamănă îndeaproape cu Fecioara Maria cu copilul său din creștinism. Astfel de figurine erau cunoscute sub numele de Maria Kannon sau „Zeițele Fecioare Binecuvântate ale îndurării” și făceau parte din cultura „creștină ascunsă” din Tokugawa Japonia, care interzisese cu strictețe religia.
Statuile budiste din porțelan alb au fost produse pe scară largă în Japoniala cuptoarele Hirado și în alte părți. Figurinele japoneze pot fi distinse cu ușutință de cele originale, fiind de obicei închise la bază și având o gaură mică pentru ventilație. Ele prezintă o tentă portocalie pe zonele nesmălțuite.

## Galerie

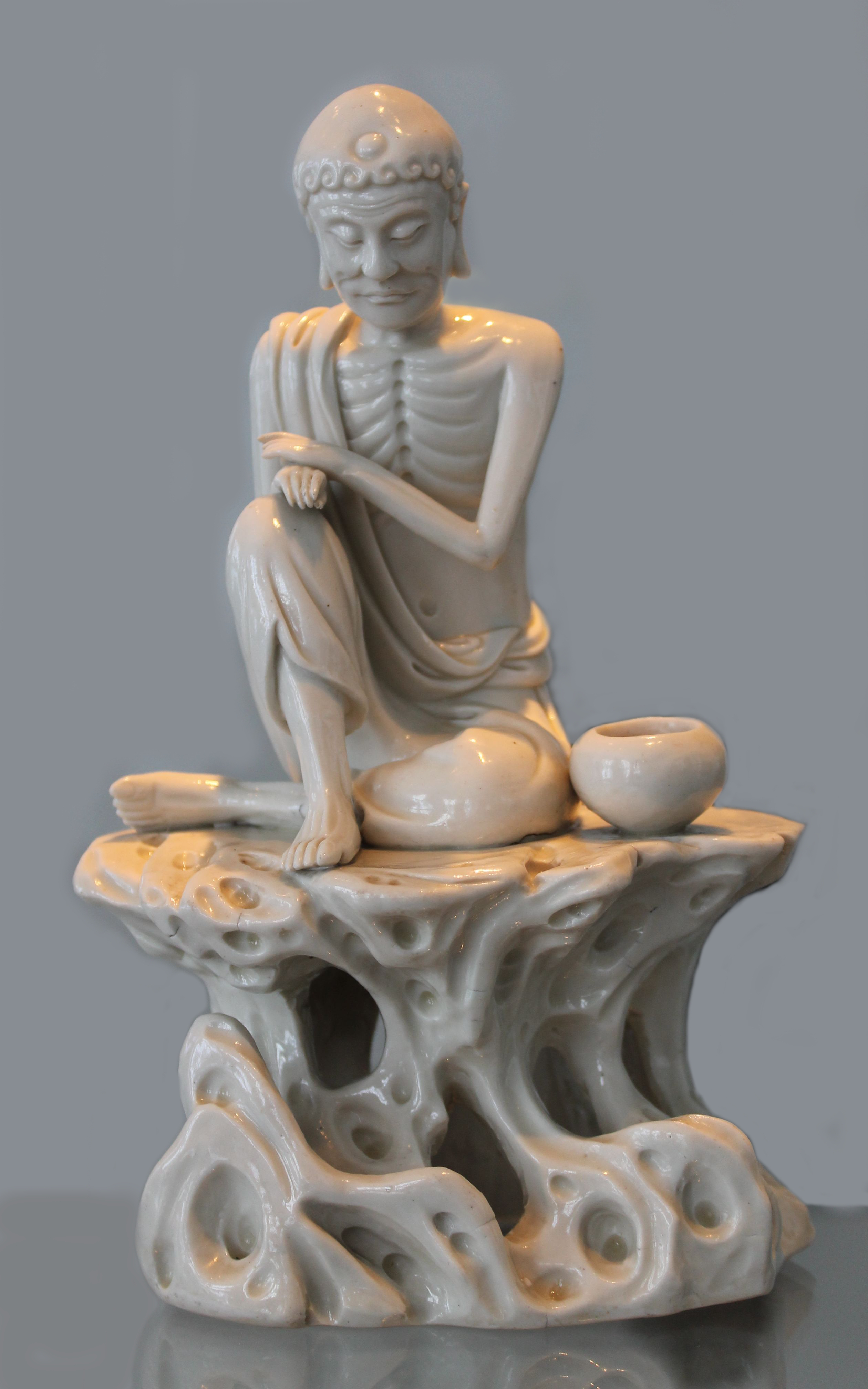
Buddha ascet din perioada târzie a dinastiei Ming
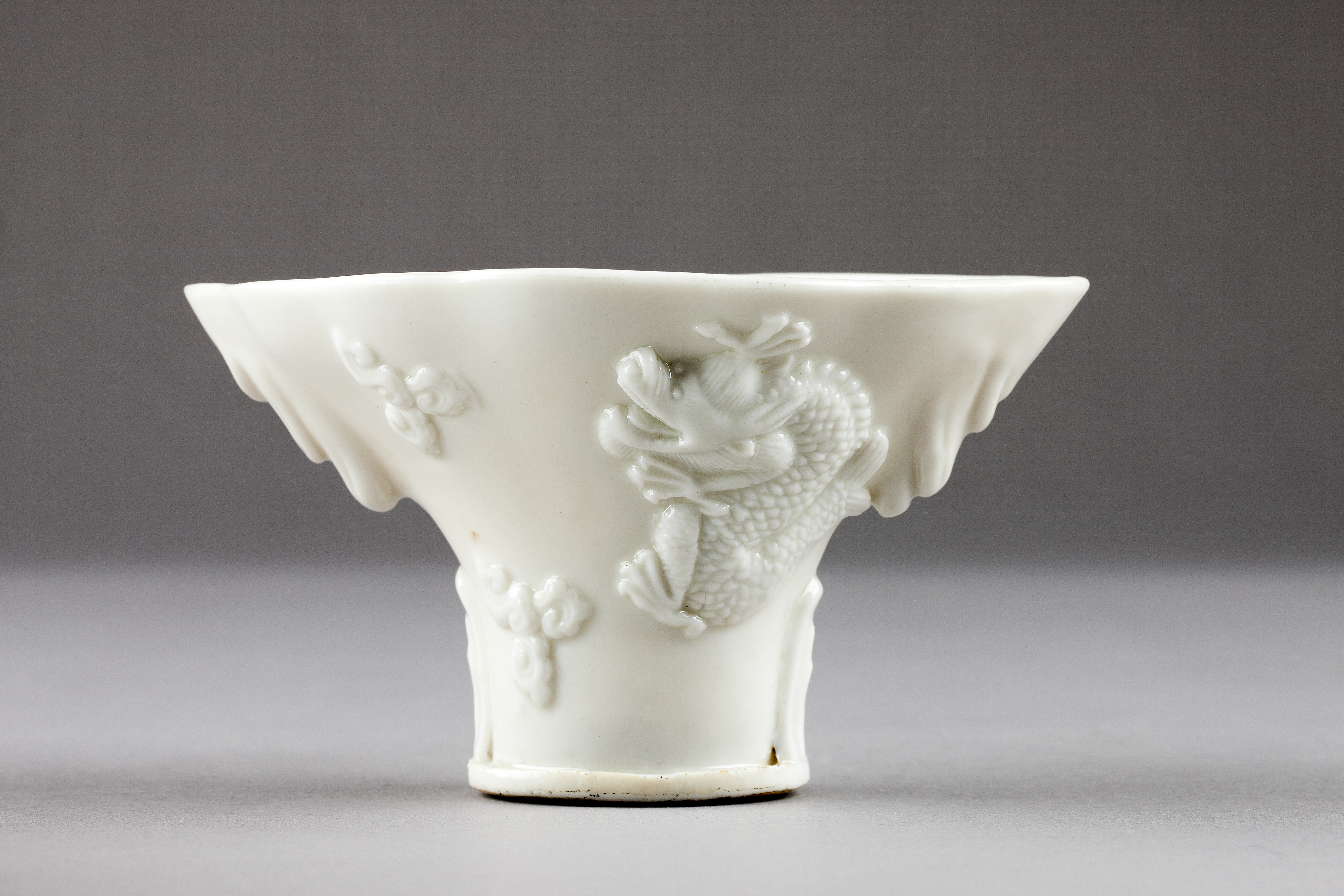
O ceașcă decorată din perioada târzie a dinastiei Ming
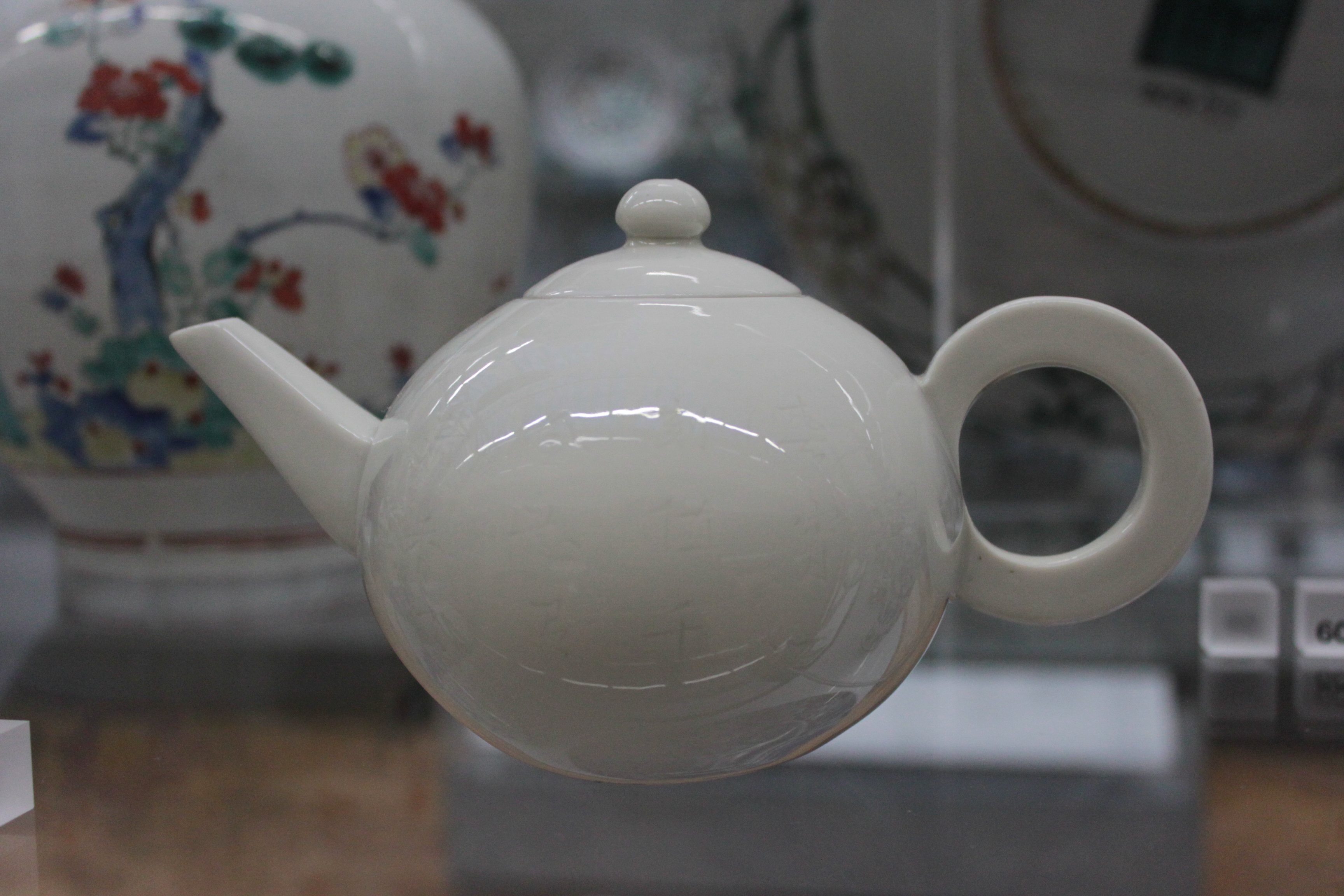
Un ceainic alb din Dehua, ca. 1690-1720. Baza este înscrisă cu numele împăratului Xuande, care a domnit din 1426 până în 1435, cu mai mult de 250 de ani înainte de a fi realizat ceainicul. Utilizarea mărcilor de domnie are o istorie îndelungată în China și a fost menită să indice respect mai degrabă decât să înșele. Designul geometric îndrăzneț al ceainicului anticipează mai mult de două secole formele modernismului european.
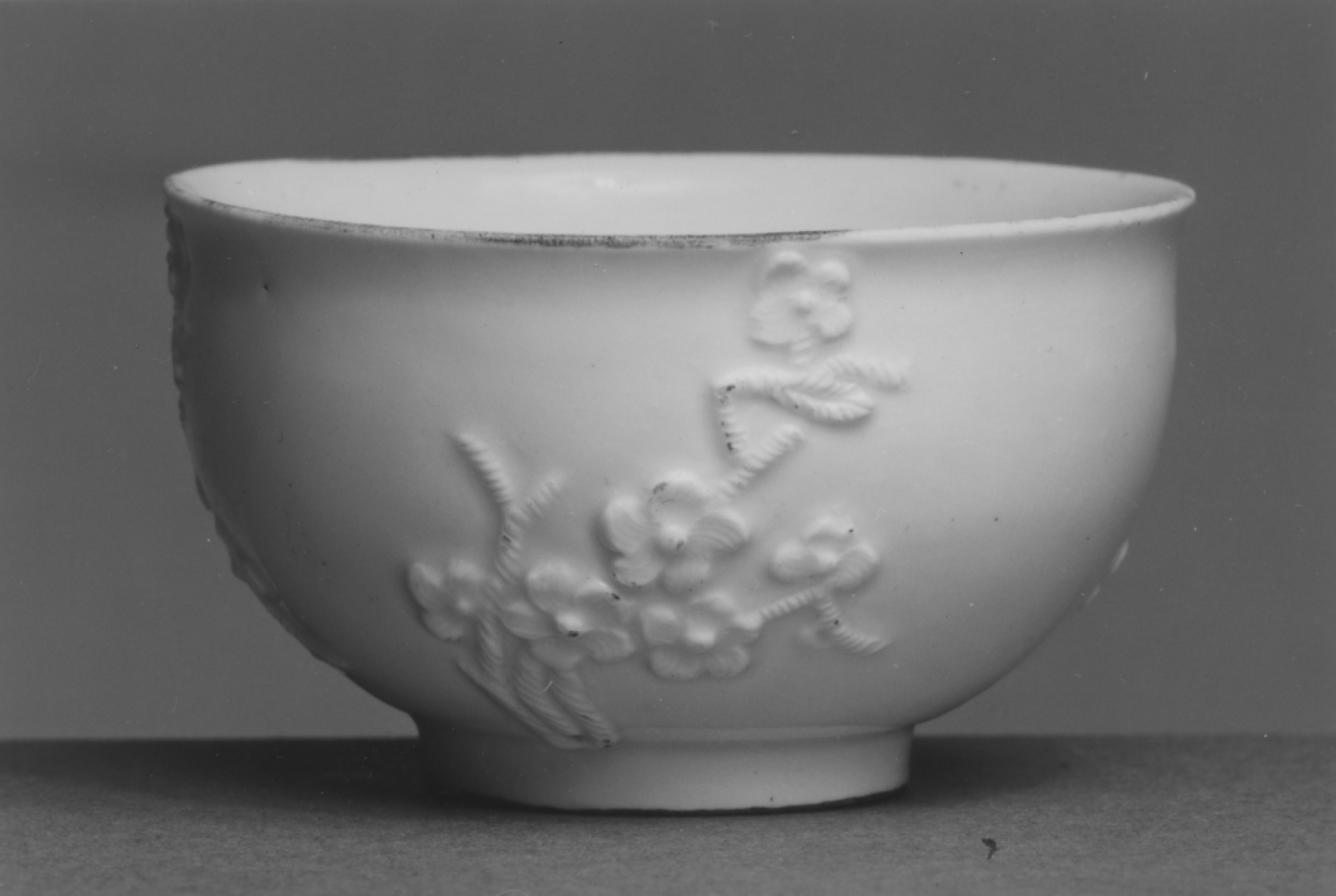
O ceașcă fabricată la fabrica de porțelan Meissen, Germania, cca. 1725-1730. Deși era cunoscută de multă vreme în China, tehnica de fabricare a porțelanului adevărat sau cu pastă tare nu a fost descoperită în Europa decât prin experimentele lui JF Böttger la Meissen, la începutul secolului al XVIII-lea. Această mică ceașcă de porțelan decorată cu desene de flori de prun reflectă influența unui prototip de porțelan chinezesc, „Alb de China”.
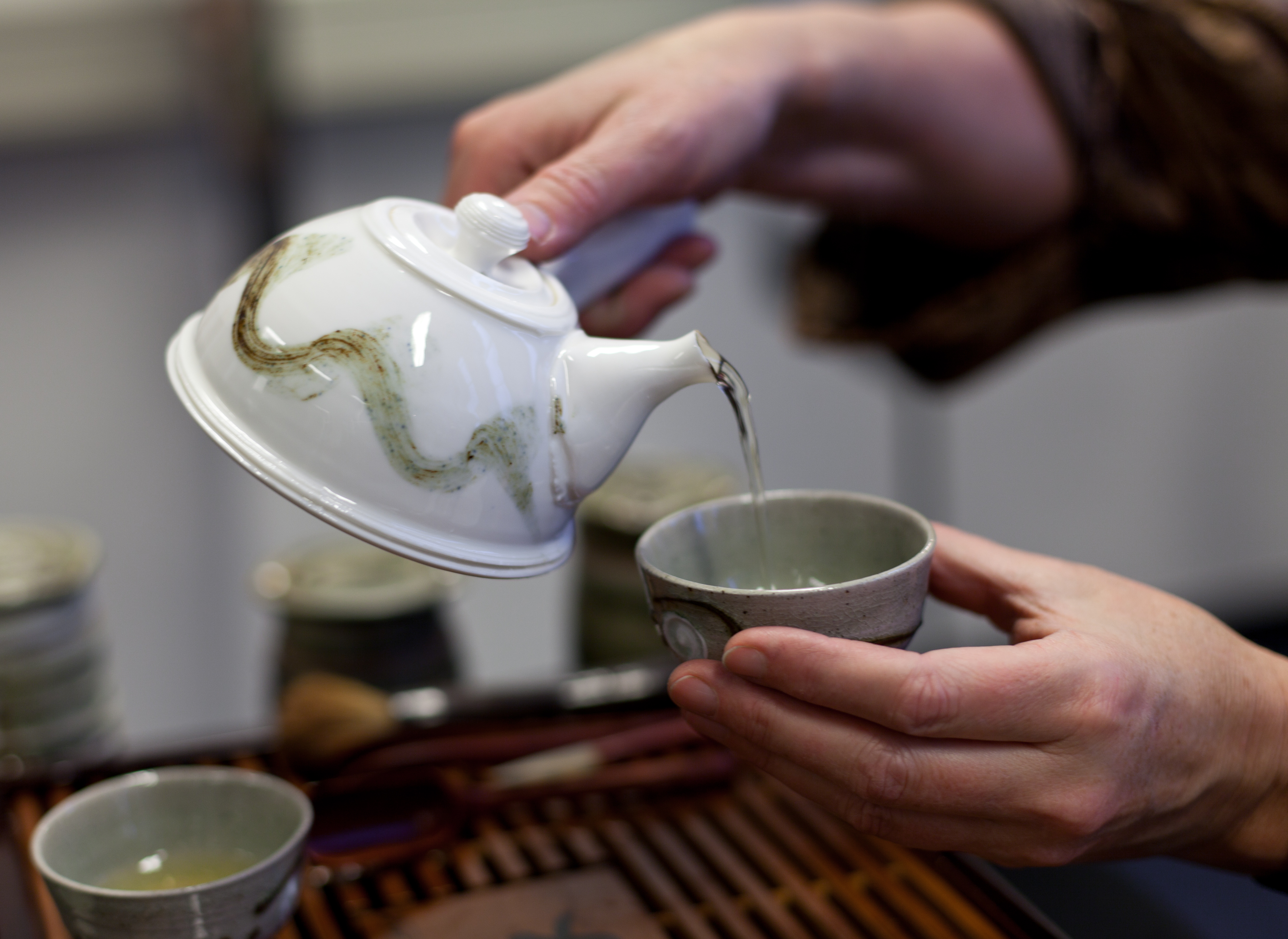
Un design modern al unui ceainic Alb de China